# Sigtuna folkhögskola

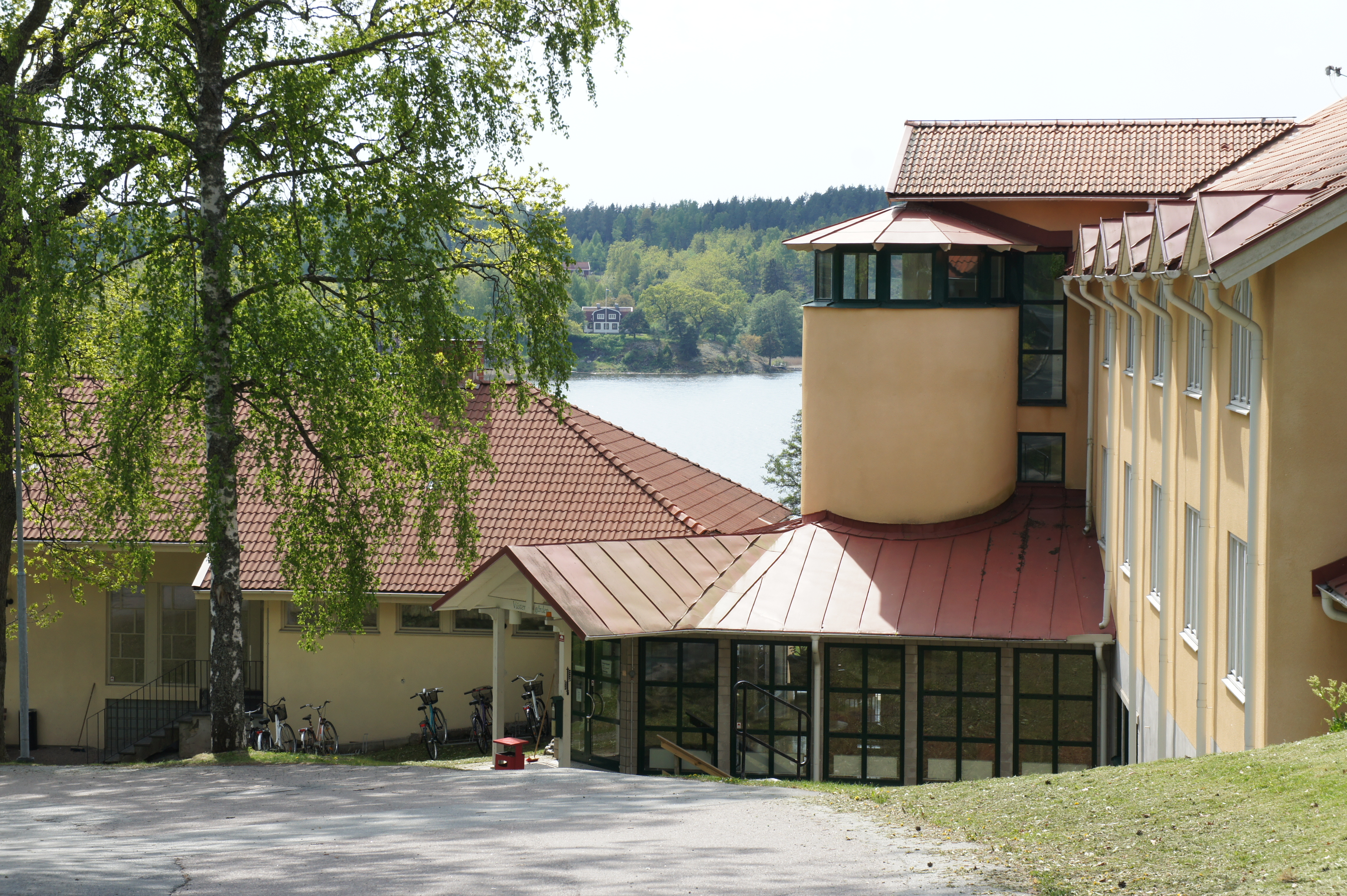
Sigtuna folkhögskola

Sigtuna folkhögskola i Sigtuna grundades av Manfred Björkquist 1917. Folkhögskolan är belägen på en av Sigtunas västra kullar, på samma plats där Svenska kyrkans lekmannaskola tidigare låg.

## Huvudmannaskap
Skolans huvudmän är Sigtunastiftelsen, Sensus studieförbund och Svenska Kyrkans Unga.

## Utbildningar
Sigtuna folkhögskola driver utbildning inom konst, film, teater, manusskrivande, musik- och ljudproduktion samt pedagogiska områden t ex fritidsledareutbildning. Skolan har också – som alla svenska folkhögskolor – en behörighetsgivande kurs, allmän kurs. Denna utbildning ger behörighet för vidare studier på universitet och högskola. Skolan driver helfartsutbildningar, halvfartsutbildningar och distansutbildningar. Antalet studerande ligger kring 200 deltagare per år. Skolan har ett internatboende.

## Övrig verksamhet
Andra verksamheter skolan driver är konferensverksamhet och vandrarhemsverksamhet anslutet till STF.